# 西村眞次
西村 眞次（にしむら しんじ、1879年（明治12年）3月30日 - 1943年（昭和18年）5月27日）とは日本のリベラル系ジャーナリスト、歴史学者、考古学者、文化人類学者、民俗学者。号として酔夢とも。勲八等白色桐葉章（1905年）。文学博士。早稲田大学教授。戦前日本において「文化人類学」の名を冠した日本語書籍を初めて上梓したことでも知られる。

## 来歴

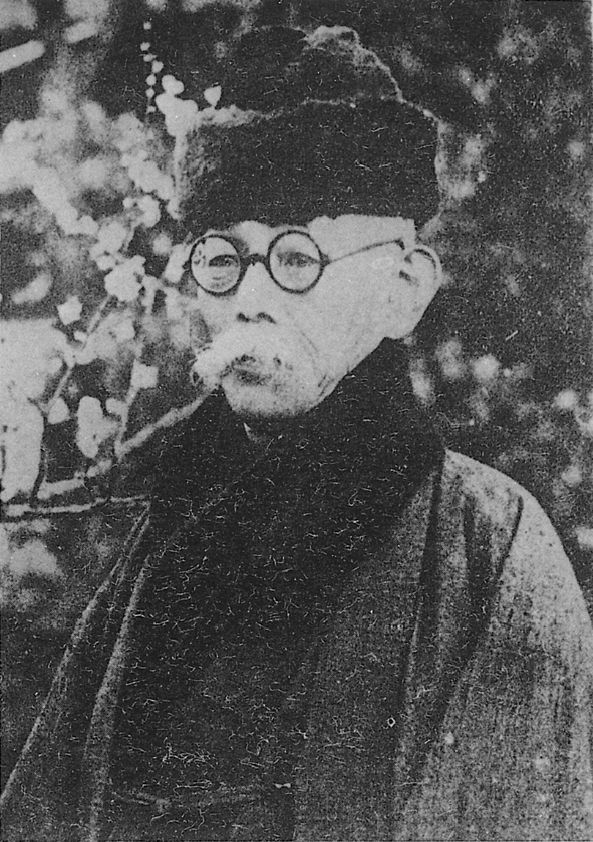
西村が師事した坪内逍遥

三重県度会郡宇治山田町（のち宇治山田市宮後町、現伊勢市）にて西村九三、のぶ子夫妻の次男として生まれる。尋常小学校卒業後は大阪で仕事をしながら、私立の中等教育機関にて勉学に励むこととなる。この間『少年文集』や『中学世界』をはじめ、少年雑誌、青年雑誌を中心に採用された投稿は多い。西村の投稿は当時の文学少年の間で人気を博した他、『早稲田講義録』を受講していたという。その後上京し、新声社（現新潮社）や博文館で編集業務に携わった。
1903年4月東京専門学校（現早稲田大学）文学部に入学し、坪内逍遥の薫陶を受ける。1905年、国語漢文・英文学科を卒業。同年の日露戦争勃発に伴い、陸軍輜重輸卒として応召の後中国戦線へと赴くこととなる。除隊後は従軍体験を綴った『血汗』（精華書院）など小説を発表する。
1907年には東京朝日新聞社（現朝日新聞）に入社>、1909年冨山房に移籍、大町桂月が主宰する雑誌『学生』の編集者を務めた。冨山房時代には現在で言う受験参考書も出版。多くの学者と親交を結んだのをきっかけとして、人類学や考古学、歴史研究に身を投じるようになったのはこの時期のことである。
1918年には母校の早稲田大学に講師として招聘され、日本史や人類学の講義を受け持つ。第一早稲田高等学院でも日本史の講座を担当した。この間1922年教授に昇進、1928年には史学科教務主任。1932年『日本の古代筏船』『皮船』『人類学汎論』で早稲田大学より文学博士号を受ける。1938年には神武天皇聖蹟調査委員に任ぜられる。
晩年は戦時色が強まる中、官憲から「自由主義者」として弾圧を受け、1941年には『国民の日本史 大和時代』（早稲田大学出版部）『日本古代社会』（ロゴス書院）『日本文化史概論』（東京堂）の3冊が発禁処分を余儀無くされた。同年太平洋協会より、南洋群島を対象とする民族学的研究を収めた『大南洋 - 文化と農業』を上梓。「大東亜共栄圏の不可分の重要要素たる大南洋熱帯圏の科学的研究」の必要性が説かれた同書は、西村が冒頭太平洋地域の概説を執筆しており、国策として進められた「南進論」に協力の度合いを深めてゆく。
その後も学術研究や後進の育成に尽力するが、1943年5月27日死去。同年4月より胃癌の疑いのため大塚癌研究所（現がん研究会）で入院加療中であった。墓所は多磨霊園。
没後半世紀以上が経過した2009年9月28日から同年11月8日にかけて、母校の早稲田大学大学史資料センターにて「西村眞次と早稲田史学」をテーマとする秋季企画展が開催され、長男朝日太郎の没後、大学へ寄贈された4000点余りの文書の中から、学生時代の講義ノートや日記、調査記録、書簡類の他、スケッチ多数が展示公開された。

## 人物・業績

### 考古学
早稲田大学大学院文学研究科に考古学専攻が設置されたのが1976年、文学部に考古学専修が置かれたのが1984年と、考古学は文学部・文学研究科内では他専攻・専修と比して歴史が非常に浅い。しかし早稲田大学の前身に当たる東京専門学校の開校式（1882年）でエドワード・S・モースが記念講演を行ったり、日本の人類学の祖たる坪井正五郎（西村も度々接触）が教鞭を執るなど、研究の歴史自体は深いと言える。
こうした歴史の蓄積から、大正時代に入ると西村は会津八一と共に考古学の発展に尽力。欧米における当時最先端の人類学を紹介するのみならず、日本古代史や民族史関連の啓蒙書を数多く世に出した。カムチャツカ半島やセントローレンス島、アメリカ先住民の土器と縄文土器との類似性を指摘したことでも知られる。また、1928年には広島県発掘調査第1号とされる平井古墳（府中市栗柄町）の発掘に携わり、地域住民と共に横穴式石室や直刀などの鉄製品類、鏡、玉類、土師器類、須恵器類など多くの遺物を発見するに至った。
西村の薫陶を受けた学者としては、日本古代史学者の水野祐 (歴史学者)や石器時代研究者の西村正衛らが挙げられる。蒐集資料は本部キャンパスに保管されていたものの、1945年5月の空襲によりほとんどが散逸を余儀無くされた。しかし、戦後間もない1950年に早稲田大学考古学会が設立、会誌『古代』も創刊されており、今なお西村を含む先達の努力は息づいている。

### 文化人類学
古代船舶の研究からは、文化は1つの起源から多数に分岐していったとする「文化移動説」（「継続説」「接触説」とも。現在の文化伝播論）を導出。同説は文化人類学史上、グラフトン・エリオット・スミスらイギリス・マンチェスター学派が唱導しているが、西村は早くからこれを支持したことでも知られる。
その一方で、国家や民族はおのおの独立して発達したという「文化独立起源説」については、「帝国主義的か或いは人類学的無知」、「今日においては打破すべき似非科学」として退けている。文化や人類が起源を同じくする以上、全世界の生存協力が必要であることを説き、現在のグローバリズムにも通ずる人道主義的な主張を展開していった。

### 歴史学
歴史学においても、なかんずく古代日本列島における民族移動について、文化人類学で展開したような「文化移動説」を根拠として論を展開している。
例えばアイヌは元々現在のロシア沿海地方に逗留していた民族で、食料供給の必要とアニミズムを理由に北上し、日本海を経て列島に到達したと推論。列島にエスキモーが存在したかどうかの議論に関しては、アイヌが残した説話を引きながら「アイヌよりも前に、既に群島に他の民衆が住んでいたということは想像出来る」として、坪井正五郎と同様肯定的な立場をとっている。
また、苗族が紀元前6世紀に漢民族の圧迫から逃れるため中国大陸中部から海を越えて北進、日本列島に到達した後九州地方の西海岸、特に筑後川や菊池川、白川の沖積層に稲や麻、桑を中心とする農耕生活を展開したと述べた。この他隼人族をインドネシア族と同定。平安時代まで日本人との同化を拒んだと結論付けている。
漢民族の日本への帰化に関しては、秦氏や漢氏の名字や種々の説話に基づき、九州地方の北端や中国地方の沿岸部を居住地として、農業や稀に商業に携わり、日本文化を形成する上で重要な役割を果たしたと説明した。このことは、古代日本語の中に漢語が日本化したものが極めて多いことからも分かると論じている。

### 私生活
趣味は古代楽器の蒐集。宗教は神道。住所は東京市中野区大和町。

## 家族
西村家
- 長女・稲嶺一郎の妻[1]
- 長男・朝日太郎[1]（1909年 - 1997年、文化人類学者、早稲田大学教授）[5][15]
- 四男[1]
- 五男・五洲[1][16]
- 孫・五洲の長男・幸祐

## 著書

### 単著
- 『美文韻文創作要訣』文武堂、1900年9月。NDLJP:871750。
- 『東西偉人伝』矢島誠進堂、1901年6月。NDLJP:777272。
- 『日本情史』新声社、1901年7月。
- 『作文良材 美辞宝典』文武堂、1902年5月。NDLJP:865182。
  - 『作文良材 続美辞宝典』文武堂、1905年3月。NDLJP:865183。
- 『漢楚物語』冨山房〈通俗世界文学 第11編〉、1904年2月。NDLJP:880822。
- 『新撰作文問答』博文館〈受験問答叢書 第28編〉、1904年9月。NDLJP:864934。
- 『英詩評釈 西詩の薫』参文舎、1906年10月。NDLJP:871221。
- 『血汗』精華書院、1907年3月。NDLJP:781851。
- 『鳴く虫の研究』参文舎・積文社、1907年8月。NDLJP:832843。
- 『蝉の研究』博文館、1909年7月。NDLJP:832734。
- 『和歌ト俳句』博文館、1910年5月。NDLJP:874735。
- 『新国史観努力の跡』冨山房、1916年6月。NDLJP:932699。
- 『世界之日本史』早稲田大学出版部〈通俗世界全史 第17巻〉、1918年12月。
- 『安土桃山時代』早稲田大学出版部〈国民の日本史 第8編〉、1922年5月。NDLJP:969928。
- 『江戸時代創始期』早稲田大学出版部〈国民の日本史 第9編〉、1922年6月。NDLJP:969929。
- 『大和時代』早稲田大学出版部〈国民の日本史 第1編〉、1922年11月。NDLJP:969921。
  - 『大和時代』（再版）早稲田大学出版部〈国民の日本史 第1編〉、1925年9月。NDLJP:969921。
- 『飛鳥寧楽時代』早稲田大学出版部〈国民の日本史 第2編〉、1923年6月。NDLJP:969922。
  - 『飛鳥寧楽時代』（訂正再版）早稲田大学出版部〈国民の日本史 第2編〉、1925年10月。NDLJP:969934。
- 『日本の神話と宗教思想』春秋社〈早稲田文学パンフレツト 第8編〉、1924年4月。NDLJP:977086。
- 『鳴く虫の観察』弥円書房、1924年11月。
- 『文化人類学』早稲田大学出版部〈人類学概論 第1編〉、1924年12月。NDLJP:982388。
  - 『体質人類学』早稲田大学出版部〈人類学概論 第2編〉、1926年7月。NDLJP:982389。
- 『文化移動論』エルノス、1926年4月。NDLJP:1020419。
- 『民俗断篇』磯部甲陽堂〈日本民俗叢書 第1〉、1927年2月。NDLJP:1452877。
- 『発明発見物語』アルス〈日本児童文庫〉、1927年9月。NDLJP:1113015。
  - 『発明発見物語』（復刻版）名著普及会〈日本児童文庫 41〉、1982年4月。
- 『神話学概論』早稲田大学出版部、1927年11月。
- 『万葉集の文化史的研究』東京堂、1928年3月。
  - 『万葉集の文化史的研究』（増訂6版）東京堂、1947年9月。NDLJP:1127442。
- 『日本古代社会』ロゴス書院、1928年11月。NDLJP:1176526。
- 『人類学汎論』東京堂、1929年4月。
- 『人類協同史』春秋社、1930年3月。
- 『日本文化史概論』東京堂、1930年6月。NDLJP:1177737。
- 『文化移動論』ロゴス書院、1930年12月。NDLJP:1192345。
- 『東京時代漸進期』早稲田大学出版部〈国民の日本史 第13篇〉、1932年11月。
- 『世界古代文化史』東京堂、1933年6月。NDLJP:1175084。
- 『日本民族理想』東京堂、1934年6月。NDLJP:1466425。
  - 『日本民族理想』（増補版）東京堂、1939年3月。NDLJP:1463494。
- 『総論・沈黙貿易』東京堂〈日本古代経済 交換篇 第1冊〉、1934年11月。NDLJP:1449324。
  - 『市場』東京堂〈日本古代経済 交換篇 第2冊〉、1933年5月。NDLJP:1444602 NDLJP:1449344。
  - 『坐商・行商』東京堂〈日本古代経済 交換篇 第3冊〉、1938年12月。NDLJP:1278475。
  - 『貨幣』東京堂〈日本古代経済 交換篇 第4冊〉、1933年10月。NDLJP:1280754 NDLJP:1281063。
  - 『貿易』東京堂〈日本古代経済 交換篇 第5冊〉、1939年6月。NDLJP:1278483。
- 『史的素描』章華社、1935年9月。
- 『小野梓伝』冨山房、1935年11月。
  - 『小野梓伝』（復刻版）大空社〈伝記叢書 122〉、1993年6月。ISBN 9784872364217。
- 『伝説歌謡篇』非凡閣〈作者別万葉集評釈 第6巻〉、1936年1月。
- 『日本人はどれだけの事をして来たか』新潮社〈日本少国民文庫 第3巻〉、1936年10月。
- 『日本文化史点描』東京堂、1937年2月。
- 『随筆 多角鏡』章華社、1937年3月。
- 『太平記』非凡閣〈現代語訳国文学全集 第16巻〉、1937年11月。NDLJP:1114351。
- 『置賜盆地の古代文化』山形県郷土研究会〈郷土研究叢書 第8輯〉、1938年4月。
- 『文化と歴史』人文書院、1938年7月。
- 『民族と生活』人文書院、1939年1月。
- 『村上太三郎伝』九曜社、1939年3月。NDLJP:1108435。
- 『伝統と土俗』人文書院、1940年5月。NDLJP:1463182。
- 『日本人と其文化』冨山房、1940年8月。NDLJP:1048195。
- 『技術進化史』科学知識普及会、1940年12月。NDLJP:1064671。
- 『原始人から文明人へ』アルス〈新日本児童文庫 5〉、1941年2月。
- 『日本文化論考』厚生閣、1941年5月。NDLJP:1041407。
- 『日本海外発展史』東京堂、1942年2月。NDLJP:1041585。
  - 『日本海外発展史』（再版）東京堂、1942年12月。NDLJP:1918395。
- 『大東亜共栄圏』博文館、1942年8月。NDLJP:1043852 NDLJP:1903253。
- 『南方民族誌』東京堂、1942年8月。NDLJP:1460168 NDLJP:1453899。
- 『歴史と文芸』人文書院、1942年9月。NDLJP:1130304 NDLJP:1908880。
- 『万葉集伝説歌謡の研究』第一書房、1943年6月。NDLJP:1127438。

### 編集
- 『半世紀の早稲田』早稲田大学出版部、1932年10月。NDLJP:1466512。
- 『小野梓全集』 上巻、冨山房、1936年5月。
- 『小野梓全集』 下巻、冨山房、1936年5月。

### 翻訳
- メイテルリンク『神秘論』岡村書店・福岡書店・自祐社、1906年5月。NDLJP:752832。

## 論文
- 「小谷沼発見の刳舟に就いて」『人類学雑誌』第31巻第2号、日本人類学会、1916年2月25日、33-43頁、NAID 130003881454。
- 「無目籠考」『人類学雑誌』第31巻第4号、日本人類学会、1916年4月25日、109-119頁、NAID 130003726155。
- 「葦船に関する研究」『人類学雑誌』第31巻第6号、日本人類学会、1916年6月25日、204-214頁、NAID 130003726166。
- 「埴土舟に就いての疑」『人類学雑誌』第31巻第9号、日本人類学会、1916年9月25日、287-295頁、NAID 130003881470。
- 「鉈切船越神社所蔵の割舟」『人類学雑誌』第31巻第10号、日本人類学会、1916年10月25日、330-340頁、NAID 130003881449。
- 「伊勢野依の経塚」『人類学雑誌』第32巻第2号、日本人類学会、1917年2月25日、47-48頁、NAID 130003881487。
- 「舟の事ども」『人類学雑誌』第32巻第5号、日本人類学会、1917年5月25日、143-144頁、NAID 130003881493。
- 「東部日本発掘の刳舟遺物」『造船協会会報』第23号、造船協会、1918年11月25日、64-84頁、NAID 110003863874。
- 「木崎湖の刳舟及平底船に就て」『造船協会会報』第27号、造船協会、1921年12月31日、1-9頁、NAID 110003863897。
- 「古代吉備に於ける古墳の一型式と其残存」『人類学雑誌』第44巻第6号、日本人類学会、1929年6月15日、333-344頁、NAID 130003881761。
- 「日本古代市場の研究」『早稲田法学』第11号、早稲田大学法学会、1931年3月25日、1-129頁、NAID 120000788056。
- 「阿太鸕養部の研究」『社会経済史学』第3巻第8号、社会経済史学会、1933年11月30日、813-864頁、NAID 110001214482。

### 博士論文
- 「人類学汎論」、早稲田大学、1932年7月5日、NAID 500000490882。